# Dimos Gavdos
Dimos Gavdos (Gavdos) är en kommun i Grekland.   Den ligger i prefekturen Nomós Chaniás och regionen Kreta, i den södra delen av landet, 300 km söder om huvudstaden Aten. Dimos Gavdos ligger på ön Nisí Gávdos.